# سلطان‌آباد (بردسکن)
سلطان‌آباد نام روستایی از توابع بخش شهرآباد شهرستان بردسکن در استان خراسان رضوی است. این روستا در دهستان جلگه قرار دارد و براساس سرشماری سال ۱۳۸۵ جمعیت آن ۴۱ نفر (۸ خانوار) بوده است.